# Ołeksandr Beresz
Ołeksandr Beresz (ur. 12 października 1977 w Pierwomajsku, zm. 29 lutego 2004 w Kijowie) – ukraiński gimnastyk.
Wielokrotny medalista imprez światowych w gimnastyce sportowej, 1997 zdobył brązowy medal Mistrzostw Świata w ćwiczeniach na poręczach. 2000 był gwiazdą Mistrzostw Europy, sięgając po złoto w wieloboju i ćwiczeniach na poręczach; na olimpiadzie w Sydney w 2000  zdobył dwa medale – srebro w drużynie i brąz w wieloboju.
Zajmował także czołowe lokaty w zawodach Pucharu Świata.
Zginął w wypadku samochodowym. Prowadzony przez niego pojazd zderzył się z samochodem kierowanym przez córkę Adama Martyniuka. Sprawcą wypadku był  sportowiec.